# Bucculatrix locuples
Bucculatrix locuples är en fjärilsart som beskrevs av Edward Meyrick 1919. Bucculatrix locuples ingår i släktet Bucculatrix och familjen kronmalar. Inga underarter finns listade i Catalogue of Life.